# Elvey (månekrater)
Elvey er et nedslagskrater på Månen. Det befinder sig på Månens bagside og er opkaldt efter den amerikanske astronom og geofysiker Christian T. Elvey (1899 – 1970).
Navnet blev officielt tildelt af den Internationale Astronomiske Union (IAU) i 1970.

## Omgivelser
Elveykrateret ligger nær den nordlige udkant af det tæppe af udkastninger, som omgiver nedslagsbassinet Mare Orientale. Nord for Elvey ligger det mindre Nobelkrater.
Mindre end to kraterdiametrer syd for Elvey findes et nedslagssted, hvor der er dannet et lille krater. Dette ligger som centrum for et strålesystem, der strækker sig mere end 200 km i alle retninger. Den centrale del af dette system danner et lyst dække af materiale med højere albedo, men strålerne bliver mere tjavsede med afstanden. Et større, men mindre tydeligt strålesystem findes længere mod nordvest for Elvey, og disse to systemer krydser over hinanden langs en del af det terræn, hvori Elvey ligger.

## Karakteristika
Elvey er et beskadiget krater, hvis rand kun er delvis intakt langs den østlige side. Resten af den er irregulær og mindre tydelig at se. Denne tilstand er formentlig skabt af udkastninger fra Mare Orientale-nedslaget mod syd. Der ligger et par små kratere langs den nordvestlige rand.

## Satellitkratere
De kratere, som kaldes satellitter, er små kratere beliggende i eller nær hovedkrateret. Deres dannelse er sædvanligvis sket uafhængigt af dette, men de får samme navn som hovedkrateret med tilføjelse af et stort bogstav. På kort over Månen er det en konvention at identificere dem ved at placere dette bogstav på den side af satellitkraterets midte, som ligger nærmest hovedkrateret. Elveykrateret har følgende satellitkratere:
| Elvey | Længde | Bredde  | Diameter |
| ----- | ------ | ------- | -------- |
| G     | 7,8° N | 97,9° V | 14 km    |
| K     | 6,0° N | 98,8° V | 22 km    |

## Måneatlas
- Billeder af Elveykrateret i LPI-måneatlasset